# بيت هادي (همدان)

تعديل مصدري - تعديل

بيت هادي هي إحدى قرى عزلة وادعة بمديرية همدان التابعة لمحافظة صنعاء، بلغ تعداد سكانها 67 نسمة حسب تعداد اليمن لعام 2004.